# Biblion:Crnogorska poezija devedesetih
„Biblion: Crnogorska poezija devedesetih“ je knjiga crnogorskog pisca i književnoga kritičara Borislava Jovanovića koja je, u nakladi Crnogorskog društva nezavisnih književnika, tiskana 2006. u Podgorici.

## O autopoetičnosti
Knjiga donosi recentan presjek (antologijski izbor) suvremene poezije na crnogorskom jeziku s uvodnom Jovanovićevom studijom „O autopetičnosti je riječ (ili izlazak iz zajedničke pjesme)“. 
Autor „Bibliona“ veli kako je „registriran specifičan ekskurs jednoga vremena, ne kao eskapizam, već kao poteba za novom jezičkom i duhovnom praksom - to je ulaženje crnogorske poezije u ekskluzivno, kondezirano, poetsko vrijeme, u samozatajeni prostor estetskoga lirikuma“.
Zastupljeni su crnogorski pjesnici: Aleksandar Bečanović, Balša Brković, Jevrem Brković, Pavle Goranović, Milo Kralj, Ljubeta Labović, Danilo Lompar, Mladen Lompar, Sanja Martinović, Marko Nikčević, Nebojša Nikčević, Sreten Perović, Milorad Popović, Bosiljka Pušić, Bogić Rakočević, Sadrija Sijarić, Zoran Stanojević, Dragana Tripković, Slobodan Vukanović, Sreten Vujović, Ratko Vujošević, Vojislav Vulanović, Jovanka Uljarević.

## Nulta točka
Crnogorska se književnost, ponajprije poezija, piše Borislav Jovanović,  1990-ih izvukla  „iz uvriježenog, lokalnog i ishematičnog sistema znakovlja“ i uplovila u postmodernu (citati izvorno, na crnogorskom jeziku):
- „Nulta tačka postmoderne crnogorske književnosti nalazi se u poeziji. Prije dvadesetak godina i ođe se, poslije opšte iscrpljenosti (i žilavosti) modernizovanog epskog modaliteta pjesme, na pisanje i čitanje počelo gledati iz drugog autorskog i književno-teorijskog koncepta. Govor je sve više postajao pismo. U međuvremenu je poetska praksa izmijenila crnogorskog pjesništvo... Bila je to, uglavnom, mlada generacija s redefinisanim shvatanjem pjesničkoga iskaza, potpuno opozitnog tadašnjem književnom trendu. Radikalnog, ciničnog i ludističkog. Evo nekih stihova iz produkcije o kojoj je riječ a proizilaze iz suštine novonastalih poetika: ’Sve teže je napisati Pismo’, ’Sve staje u nepovrat označenog’, ’Nije važno što je sve oduvijek tako’“ (str.7-8).

Ulazak, kako ga Jovanović definira u „postepsko vrijeme crnogorskog pjesništva“, otpočelo je zbirkama Balše Brkovića „Konji jedu breskve“ (1985.), „Filip boje srebra“ (1991.), „Rt Sv.Marije“ (1993.) i „Contrapposto“ (1996.), zatim zbirkama Mladena Lompara „Uzaludna riječ“ (1986.), „Dnevnik iz boce“ (1991.), „Dodir za gubilište“ (1993.), zbirkom „Tanatoide“  (1987.) Ljubete Labovića, „Motiv buđenja“ (1985.) Bogića Rakočevića,  „Melanholija rasta“ (1990.) Nebojše Nikčevića, „Ornamentika noći“ (1994.) Pavla Goranovića, „Ulisova daljina“ (1994.) Aleksandra Bečanovića, itd.
- „Crnogorsku kulturu, pa i književnost, cijelo jedno stoljeće nijesu ni okrznule neke od fundamentalnih estetskih revolucija. Upravo za toliki period nijesmo imali niti jedno relevantno književno djelo. Zaobišli su nas simbolizam, impresionizam (izuzev u slikarstvu), ekspresionizam... Primjera radi: između posljednje Njegoševe knjige ’Lažni car Šćepan Mali’ (1851.) i prvog modernog književnog teksta ’Mrtve rukavice’ (1927.) Rista Ratkovića prošlo je bezmalo osam decenija. Predugo su, naime, epski narativ i realistički diskurs ođe bili skoro matični pogled na literaturu. Crnogorska pjesnička tradicija je prevashodno u znaku bipoetizma: u znaku etičkog i društvenog konteksta - poistovjećenog s estetskim. Ođe je poezija, u svojim bitnim tokovima, sadržala simbiozu istorijske i lirske zanesenosti subjekta, što je imalo svoju (van)književnu opravdanost. Refleks te njegoševske linije u pjesničkoj tradiciji XX. vijeka je socijalna literatura kao dominantni književno-revolucionarni pokret. Radovan Zogović, jedan od sinonima crnogorske pjesničke tradicije, s istim poetskim (i ne samo poetskim) pregnućem je davao instrukcije i mašinki i maslini. Mašinki kako da piše, maslini kako da živi! I Risto Ratković, koji je nosio skoro postmoderno osjećane poezije, bio je traumatično odlučan da, u ime viših ciljeva, diskfalifikuje svoju poetsku energiju. Dugo je ideološki predznak mnogim crnogorskim pjesnicima oduzimao pjesmu. Estetika ličnog zamijenjena je poetikom preskripcije“ (str.11-12.).

## Novi diskurs
Po Jovanovićevom tumačenju, 1990-ih dvije su temeljne odrednice izmijenile suvremenu crnogorsku poeziju:
- “Prva je intematizacija, a druga razmetaforizacija. Riječ je o paralelnom procesu uzejamne uslovljenosti. S uglavnom velikih, lokalno i patetično obojenih tema, prešlo se na one koje imaju znak intelektualnog i artističkog konteksta. Na teme s više lične, erudičke i mikrolirske prepoznatljivosti. Istorijske su suze zamijenjene mitskim i metafizičkim stanjem spostvenog iskustva… Kada je riječ o drugoj odrednici, razmetaforizaciji, izvjesno je kako je jedna od najbitnijih književno-tehničkih i spiritualnih promjena. Odvojila se crnogorska književnost od masovne upotrebe metafora s čijom se količinom poistovjećivala i poezija! Možda i zbog te zasićenosti opštim mjestima cijele epohe crnogorske poezije jedan od mlađih savremenih pjesnika s ironijom sebe objasnio stihom: ‘Ja sam pjesnik koji ne piše stihove’” (str.15-16.)

Autor “Bibliona” veli da je - za razliku od poljske, rumunjske ili makedonske poezije - crnogorska poezija kasnije ušla u “fazu angažiranosti”. No, crnogorska poezija se 1990-ih razbudila “u još gorem vremenu od onoga okončanom padom Berlinskoga zida”, piše Borislav Jovanović, “u vremenu koje je bilo u znakovlju genocidnih istorijskih repriza”.